# Alois Würstle
Alois Würstle SDB (* 25. Februar 1938 in Mochenwangen, Landkreis Ravensburg) ist ein deutscher Ordensbruder und Missionar in Brasilien.

## Leben
In einer Elektriker-Familie mit fünfzehn Kindern groß geworden, wurde als Jugendlicher seine Berufung zum Missionar geweckt. Er machte bereits im Blick auf das zukünftige Engagement eine Ausbildung als Starkstromelektriker bei den Salesianer Don Boscos im Jugendbildungswerk Aschau-Waldwinkel. Mit 18 Jahren ging er ins Noviziat der Salesianer Don Boscos ins Kloster Ensdorf.
Obwohl die Ordensgemeinschaft ihn als Ausbilder in Aschau-Waldwinkel halten wollte, wurde sein Wunsch, in die Mission zu gehen, erfüllt. Seit Anfang Oktober 1957 arbeitete Würstle bei den Bororo- und Xavante-Indianern in Campo Grande/Mato Grosso im Süden Brasiliens. Er arbeitete als Elektro-Installateur bei vielen Neubauten der Salesianer mit, aber auch in der Landwirtschaft.
1976 kam er in Cuiabá in der Salesianer-Pfarrei Santo Antonio. Dort ging es vor allem um die Versorgung der Indianer mit Schulen und Krankenhäusern. Hauptproblem war dabei die Gewinnung sauberen Wassers und von Strom, wozu in dieser Gegend tiefe Brunnen und Wasserwerke gebaut werden musste. Auch im Straßen- und Brückenbau engagierte er sich. Bis heute wirkte er am Bau von über 200 Brunnen, über 250 Kilometer Straßen und über 20 Brücken mit. Vielfach arbeitete er mit seinem bereits verstorbenen Bruder Franz Würstle zusammen, der ebenfalls Salesianer Don Boscos und Missionar war.
Würstle ist der Erfinder der sogenannten Schaukelpumpe, die von der Banco do Brasil als Soziale Technik gewürdigt und gemeinnützig anerkannt wurde. Die Kinder können beim Schaukeln Wasser aus den oft tiefen Brunnen pumpen, so dass sie spielerisch zu wichtigen Helfern in der Dorfgemeinschaft werden.
Würstle erhielt am 18. Juni 2009 in Cuiabá für seinen Einsatz in Brasilien das Bundesverdienstkreuz am Bande.